# Tomamae
Tomamae (jap. 苫前町 Tomamae-chō) – miasto w Japonii, w prefekturze Hokkaido, w podprefekturze Rumoi. Według danych na rok 2020 miejscowość zamieszkiwało 2 936 mieszkańców , a gęstość zaludnienia wyniosła 6,5 os./km².